# Cold Case : Affaires classées
Pour les articles homonymes, voir Cold Case.
Cet article possède un paronyme, voir Affaires non classées.
Cold Case : Affaires classées ou Victimes du passé au Québec (Cold Case) est une série télévisée américaine en 156 épisodes de 42 minutes chacun, créée par Meredith Stiehm, produite par Jerry Bruckheimer et diffusée du 28 septembre 2003 au 2 mai 2010 sur le réseau CBS et en simultané sur le réseau CTV ou sur /A\ au Canada.
En France, la série est diffusée depuis le 5 septembre 2004 sur Canal+, du 4 septembre 2005 au 26 juin 2012 sur France 2, à partir du 13 janvier 2006 sur TF6 et à partir du 29 janvier 2015 sur France 4, depuis 2019 la série est diffusée sur TF1 et en 2018 sur TMC et TV Breizh. Au Québec depuis le 25 août 2005 sur Séries+, en Suisse depuis 28 août 2005 sur RTS Un et en Belgique sur Plug RTL, RTL-TVI, Club RTL et Tipik.

## Synopsis
Chargée de rouvrir d'anciens dossiers classés sans suite — en anglais, cold case, littéralement « dossier froid », est une métaphore désignant ce type d'affaire —, Lilly Rush, seule femme inspectrice de la Police criminelle de Philadelphie, aidée par la brigade policière de la ville, enquête sur des meurtres jamais élucidés, commis plusieurs années voire plusieurs décennies auparavant, entre les années 1910 et 2010.

## Distribution

### Acteurs principaux
- Kathryn Morris (VF : Stéphanie Lafforgue) : Inspecteur Lillian "Lilly" Rush
- Danny Pino (VF : Xavier Fagnon) : Inspecteur Scotty Valens
- John Finn (VF : Jean-Luc Kayser) : Capitaine John Stillman
- Jeremy Ratchford (VF : Bruno Dubernat) : Inspecteur Nick Vera
- Thom Barry (VF : Gérard Dessalles) : Inspecteur Will Jeffries
- Tracie Thoms (VF : Ilana Castro) : Inspecteur Kat Miller (saison 3 à 7)

### Acteurs récurrents
- Susan Chuang : Dr Frannie Ching
- Justin Chambers (VF : Mathias Kozlowski): Inspecteur Chris Lassing (saison 1)
- Josh Hopkins (VF : Maurice Decoster) : Substitut Jason Kite (saison 1, invité saison 2)
- Marisol Nichols : Elisa (saison 1)
- Nicki Aycox : Christina « Chris » Rush (saison 2, invitée saison 7)
- Sarah Joy Brown (en) : Inspecteur Josie Sutton (saison 3)
- Kenny Johnson : Joseph Shaw (saison 4, invité saison 3)
- Nestor Carbonell : Mike Valens (saison 4)
- Sonja Sohn : Toni Halstead (saison 4, invitée saison 5)
- Oren Williams (en) : André Halstead (saison 4)
- Meredith Baxter : Ellen Rush (saison 4, invitée saison 3)
- Bonnie Root : Substitut Alexandra Thomas (saison 5, invitée saison 4)
- Bobby Cannavale : Inspecteur Eddie Saccardo (saisons 6 et 7, invité saison 5)
- Tania Raymonde : Francine "Frankie" Rafferty (saison 6)
- Brett Davern : Finn Cooper (saison 7)
- Jonathan LaPaglia : Substitut Curtis Bell (saison 7) (Vf David Kruger)
- Raymond J. Barry : Paul Cooper (saisons 6 et 7)
- Brennan Elliott : Ray Williams (saison 3)

### Invités
Source et légende : version française (VF) sur RS Doublage

## Épisodes
Certains épisodes rendent hommage à des films ou séries culte, ainsi, Mort sur le ring est un hommage explicite au film Rocky dont le lieu d'action se déroule également à Philadelphie, sur le même thème (la boxe), et l'année où se sont déroulés les faits est celle de la sortie du film (1976), dont on voit les affiches dans l'épisode, puisqu'il est même question d'y recréer « le même combat que dans le film, mais en vrai ». Disco inferno évoque ouvertement La Fièvre du samedi soir ; non seulement musicalement, mais également au niveau de la trame (un fils d'immigré qui veut réussir dans la danse disco en boîte pour échapper à un quotidien misérable, au grand dam de son père), et les faits se déroulent en 1978, année de la sortie de la B.O du film. D'ailleurs, Disco inferno est justement le titre d'une chanson du groupe The Trammps qui figure et sur la B.O de La Fièvre du samedi soir et en ouverture de l'épisode. Quant à Créatures de la nuit, il parle ouvertement et explicitement de The Rocky Horror Picture Show, pourtant sorti en 1975, soit deux ans avant la date prise dans l'épisode (1977). Le tueur d'Halloween s'inspire du film Halloween, sorti la même année que dans l'épisode (1978). Quant à l'épisode Talents fraternels, il est directement inspiré (l'année (1984) et le thème (un jeune garçon veut devenir danseur en dépit de la colère que ce projet inspire à certains de ses proches) sont les mêmes) du film Billy Elliot. Dans un univers différent de la seconde guerre mondiale ; l'épisode Saving Patrick Bubley fait référence au film Il faut sauver le soldat Ryan.

## Personnages
- Lillian « Lilly » Rush : cette professionnelle chevronnée, qui se laissait guider jusqu'alors par son intuition et sa compréhension de l'esprit criminel pour résoudre des affaires criminelles courantes, est prête à relever les nouveaux défis qui l'attendent : ré-interroger des témoins dont la vie a changé du tout au tout, mettre à profit les avancées scientifiques et trouver de nouveaux indices sur des affaires jugées à l'époque insolubles... En même temps, elle est parfaitement consciente que ses investigations risquent de rouvrir d'anciennes blessures, voire de pousser les assassins à récidiver. Dans les situations inextricables, Lilly Rush cherche conseil auprès de son mentor, le respecté lieutenant John Stillman. Elle a aussi pour coéquipiers le détective Nick Vera, un dur à cuire qui n'hésite pas à recourir à la force pour obtenir des aveux, Will Jeffries et son coéquipier Scotty Valens. Pour Lilly Rush, ce nouveau poste représente un tournant décisif dans sa carrière et elle met un point d'honneur à veiller à ce qu'aucune victime ne tombe dans l'oubli. Avant d'enquêter sur les affaires classées, Lilly faisait partie d'une brigade criminelle courante. Elle a choisi de s'occuper des affaires classées après qu'une femme, Bonita, lui a avoué avoir été témoin d'un crime, 27 ans auparavant. Elle est sensible, volontaire, obstinée et intelligente. Ses relations familiales sont houleuses, notamment avec sa sœur qui a été la petite amie de Scotty Valens. Son drame : avoir été agressée, à l'âge de 10 ans même si ce crime, au fond, lui pèse moins que ce qui l'avait facilité : la négligence d'une mère. Lilly connaîtra l'alcoolisme puis acceptera un rabibochage avec sa mère dont elle fermera les yeux. Lilly ne se maîtrise jamais totalement quand l'affaire en cours met en valeur une maternité malmenée.

- Scotty Valens : natif de Spring Garden (en), l'un des quartiers de Philadelphie, il rejoint sur le tard l'unité de Lilly Rush au sein du bureau des homicides. Sagace instinctif, expert en « cuisinage », un garçon bon mais complexe : il est le confident de Lilly et son partenaire le plus proche. Parfois arrogant, principalement en raison d'un sentiment de compétition exacerbé qu'il ressent en arrivant dans le service, sa susceptibilité est souvent porteuse de houle. Son personnage est hanté par de mauvais souvenirs, en effet son grand frère fut victime de viol et lui-même témoin de ce crime. Sa haine envers les pédophiles lui fait parfois perdre tout bon sens. Colérique et violent, tourmenté perpétuel, il a trouvé au sein de l'équipe plus d'une occasion de lever enfin le pied. Il est resté plusieurs années en couple avec Elisa, une amie d'enfance schizophrène. Plus tard, Scotty tombe amoureux de l'avocate Alexandra Thomas.Il apparaît dans l'épisode 22 de la saison 3 de Les Experts : Manhattan (« Sœurs de sang ») pour un meurtre non résolu vieux de 10 ans et impliquant le lieutenant Stella Bonasera.

- John Stillman : ancien Marine et vétéran de la guerre du Viêt Nam, lieutenant de police, mentor de Lilly et chef de l'équipe et de la brigade. Il est patient, compréhensif et dur quand il faut l'être. Il a des problèmes relationnels avec son ex-femme et sa fille et ne tolère pas qu'on attaque les valeurs militaires même s'il est conduit à enquêter en caserne.

- Nick Vera : il joue ou plutôt tire profit d'un paradoxe. Il a l'allure d'un « gros beauf » mais est en fait sensible et perspicace, peu ouvert à la fantaisie ni aux nuances faciles, il enquête plus volontiers avec sa logique et sa pugnacité qu'avec son flair ou ses coups de cœur. Son mariage a fait naufrage, il demeure blessé et endure mal les affaires où les couples se déchirent.

- Will Jeffries : le vétéran de la brigade et le lien de Lilly avec le passé. Il est sage, doux, diplomate. C'est la mémoire vivante du service. Démonté par la mort de sa femme percutée par un poids-lourd durant l'hiver 1995, il manque de recul si l'enquête met en scène un chauffard. Faux placide, volontiers (gentiment) moqueur, il est très estimé au sein de l'équipe et est le seul auquel John peut lâcher une confidence. Il découvre le corps d'un jeune noir en 1963 dans un parc dont il réussit à résoudre l'affaire, il aide aussi tous ses collègues afin que les enquêtes des meurtres soient résolues. Il devient plus tard le nouveau chef de police lorsque l'ancien chef décide de prendre sa retraite.

- Kat Miller : Kat intègre l'équipe des affaires classées après avoir aidé à résoudre une enquête datant de 1973. C'est une inspectrice très douée, à l'expérience balbutiante mais à l'instinct très sûr. Elle connaît bien la rue. Elle apprécie de taquiner gentiment Nick. Très réservée, jalouse de sa vie privée, elle répugne à se faire aider mais écoutera volontiers les recommandations de Nick, pour peu que celui-ci ait su les déguiser.

## Autour de la série
Après sa première diffusion, des critiques américains notent les similarités avec la série canadienne Cold Squad, brigade spéciale débutée cinq ans plus tôt. Les fans de Cold Squad accusent les Américains d'avoir copié l'idée générale et les personnages de leur série. En 2003, les créateurs de Cold Squad envisagent une action en justice contre les producteurs de Cold Case pour violation du droit d'auteur. L'avocat Pierce O'Donnell a accepté de représenter les producteurs de Cold Squad. Un journal canadien, The Globe and Mail affirme que la créatrice américaine de la série, Meredith Stiehm, avait assisté en 2002 à un séminaire d'écriture au Centre canadien du film au cours duquel la série Cold Squad avait été présentée. L'affaire n'a pas eu de suite connue.
Comme toutes les séries produites par Jerry Bruckheimer, Cold Case ne comporte que quelques scènes extérieures réellement filmées à Philadelphie, tout le reste (ainsi que toutes les scènes intérieures) étant tourné entièrement en studio à Hollywood.
En mai 2009, la série est à deux doigts de disparaître en raison de son budget très élevé et de ses audiences un peu vieillissantes. Finalement la chaîne qui diffuse la série, CBS, décide de renouveler pour une nouvelle saison la série, au détriment de FBI : Portés disparus (Without a Trace). La série change de case horaire. En 2010 la série s'arrête finalement à cause d'audiences en baisse aux États-Unis et de coûts de production et de droits d'auteurs (concernant toutes les chansons utilisées dans les épisodes) devenus trop élevés.
Pour la saison 2008/2009, la série a réuni en moyenne 11,85 millions de téléspectateurs, un score en baisse de 0,3 million sur un an. 
Les auteurs du doublage français de la série respectent les injonctions du CSA en matière de lutte contre la publicité clandestine, remplaçant les marques d'automobiles par des périphrases ou le nom des modèles (sauf en ce qui concerne les marques disparues ou non importées en France), mais pas dans le domaine du langage politiquement correct ; ainsi, contrairement aux souhaits du CSA, ils n'hésitent pas à traduire au plus près les gros mots employés dans la VO, pour des raisons de crédibilité.

## Générique
La musique qui accompagne le générique de la série est Nara du groupe E.S. Posthumus.
Les musiques choisies entretiennent le ton nostalgique de la série. Le principe est typique de la série : une chanson plutôt rythmée et entraînante de l'époque où a eu lieu le meurtre au début de l'épisode pour appuyer les images de gens vivant généralement leur vie de tous les jours, chanson interrompue peu après quand est soudainement montré le cadavre de la victime. Et, tout à la fin de l'épisode, une chanson triste de la même époque (généralement la seule à être diffusée en entier) pour renforcer l'impression de tristesse et de nostalgie apportée par les flashbacks montrant les protagonistes « à l'époque » et aujourd'hui. Autre élément récurrent : une fois l'enquête résolue, le fantôme de la ou des victimes semble apparaître une dernière fois à l'un des protagonistes de l'affaire, voire à l'agent qui s'est le plus impliqué. Seuls les épisodes Baby blues (où la victime est un nourrisson) et Berceau De Cendres (où il n'y a pas de meurtre) se terminent sans apparition de fantôme.
Certains épisodes ont utilisé les titres d'un seul artiste comme Bruce Springsteen, Bob Dylan, Johnny Cash ou encore U2 ou Nirvana, de ce fait les droits de diffusion de ces musiques sont tellement importants qu'ils empêcheraient toute sortie de la série sur support vidéo (DVD, blu-ray).
Les créateurs de la série refusent même d'envisager une sortie DVD[réf. souhaitée] selon le principe utilisé pour la série Deux flics à Miami c'est-à-dire enlever les différentes chansons utilisées dans les épisodes pour les remplacer par des réorchestrations ou par rien du tout, afin de ne pas payer de droits, en effet la musique et les chansons, déjà très importantes dans Deux flics à Miami, le sont encore plus dans Cold Case.

## Revival
En avril 2024, on apprend que la chaine CBS est en négociations avec Warner Bros. TV pour un retour de Cold Case. Le redémarrage suivrait une nouvelle équipe de détectives tenaces.